# 東龍太郎
東 龍太郎（あずま りょうたろう、1893年〈明治26年〉1月16日 - 1983年〈昭和58年〉5月26日）は、日本の政治家、医学者、厚生官僚。東京大学名誉教授。位階は正三位。
東京都知事（第4・5代）、日本赤十字社社長（第10代）などを歴任した。
位階勲等は正三位勲一等旭日桐花大綬章。学位は医学博士（東京帝国大学）。称号は東京都名誉都民、日本赤十字社名誉社長など。
など。
父・藤九郎は医師。弟の東武雄は、東大野球部の投手として活躍し、本人はボート部の選手として活躍した。
妻は東京帝国大学総長を務めた山川健次郎（枢密顧問官、男爵）の三女・照子。

## 経歴
大阪府大阪市出身。医師の東藤九郎の長男。
天王寺中学校、一高を経て、東京帝国大学医学部卒業後、ロンドン大学に留学し、物理化学・生理学を専攻。帰国後、東京帝大助教授を経て1934年に教授に昇進。戦時中は海軍司政長官・南西方面海軍民政府衛生局長・結核予防会理事を歴任した。
戦後は厚生省医務局長等を経て茨城大学長に。1959年、自由民主党の推薦で東京都知事に立候補し、日本社会党等が推した有田八郎らを破って当選。以後1967年まで2期8年都知事を務めた。東京都知事退任後1967年から1969年まで東邦大学の学長を務めた。1983年5月26日、肺炎のため、死去した。90歳没。墓所は多磨霊園。
1926年、東京帝国大学より医学博士。博士論文は「筋の短縮及伸展に現はる丶熱力学的現象（英文）」。

## 人物像

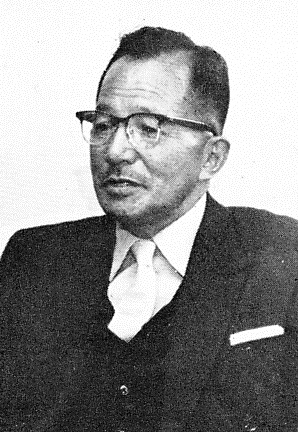
1960年頃

大学在学中はボート競技の選手として活躍し、その後も日本におけるスポーツ医学の草分けとなったことから、スポーツ振興に造詣が深く、都知事就任前にも1947年から1959年まで日本体育協会会長・日本オリンピック委員会委員長、1950年から1968年までIOC委員を務めるなど国際スポーツ界に通じ1964年東京オリンピックの誘致に深く関わっている。
行政としての実績については、後に都知事となる副知事の鈴木俊一によるところが大きいと評価されることがある。東京オリンピック開催に向けたプロジェクトを軌道に乗せた功績は鈴木の手腕に依存しており、そのため、「東副知事・鈴木知事」などと揶揄する向きも強かった。
東京オリンピック開催が成功した後は、高度経済成長の歪みの問題が続出した。公害問題への対処が甘く、また1964年に水不足となり取水制限になったことで批判があった際に「雨が降らないから」と応えたことに対し、東京都の水利政策がきちんとしていないという批判を浴びるなど、民生に対する施策が欠けていた面が強かった。また、ニセ証紙事件や東京都議会黒い霧事件などの保守政党の腐敗は、保守都政に対する都民の倦怠感を促進し、1967年に革新都知事の美濃部亮吉が誕生することにつながったとの指摘がある。また住居表示に伴い、都心部の歴史のある町名を一斉に変更した際には、文化人や落語家などから批判を浴びている。
東自身の人柄は良く、誰に対しても分け隔てなく愛想よく振舞い、人によって居丈高になるようなことはなかったという。没後に『唯従自然 東龍太郎紙碑』（非売品、1985年10月）が刊行された。
宗教は仏教。住所は東京都練馬区下石神井。東京都練馬区在籍。

## 家族・親族

### 東家
（大阪市、東京都練馬区）
- 父・藤九郎[3]（医師）
元治元年（1864年）生まれ。東家は大阪船場（南久太郎町）で代々薬種業「紅粉屋」を営む一家で、藤九郎は明治15年 (1882年) に薬舗開業試験を受け売薬免許を取得後[10]、大阪医学校（現：大阪大学医学部）に入学、明治24年（1891年）に卒業して医師となり、軍医、小学校嘱託医などを経て明治35年（1902年）に実家で東病院を開業した[11][12]。弟の東藤三郎も医師[11]。
- 妻・照子（山川健次郎三女[3]）
明治31年（1898年）9月生[3] - 平成2年（1990年）没。照子の兄の妻は梶井剛の妹で、梶井の妻の妹は夫龍太郎の弟俊郎の妻となった[13]。
- 弟
  - 陽一[3]
  - 俊郎[3](1898年 - 1987年) - 文部省体育局長、順天堂大学教授[14]。ロサンゼルスオリンピックにボート選手として参加し、ベルリンオリンピックには監督として参加、JOC委員も務めた。妻の節子は兄嫁・照子の姻戚[13]。
  - 武雄[15]
- 長男・克彦[3]（北海道大学名誉教授）
大正9年（1920年）3月生[3] - 平成28年（2016年）8月没
- 長女・敦子（木下昌雄に嫁ぐ）[16]
大正11年（1922年）1月生
- 次男・健彦[3]（順天堂大学理事長）
大正15年（1926年）11月生[3] - 昭和62年（1987年）没
- 次女・和子（吉野一誠に嫁ぐ）[16]
昭和3年（1928年）8月生
- 三男・博彦[3]（埼玉医科大学名誉学長）
昭和5年（1930年）10月生[3] -

## 著書
- 『スポーツと共に』旺文社 1953年
- 『現代生理学 第4巻 運動の生理学』名取礼二共編 河出書房 1955年
- 『スポーツ小六法 昭和34年度版』共編 学陽書房 1958年
- 『オリンピック』わせだ書房 1962年
- 『独善独語』金剛出版 1978年